# Psyche nana
Psyche nana är en fjärilsart som beskrevs av Moritz Balthasar Borkhausen 1790. Psyche nana ingår i släktet Psyche och familjen säckspinnare. Inga underarter finns listade.